# Tenbosse

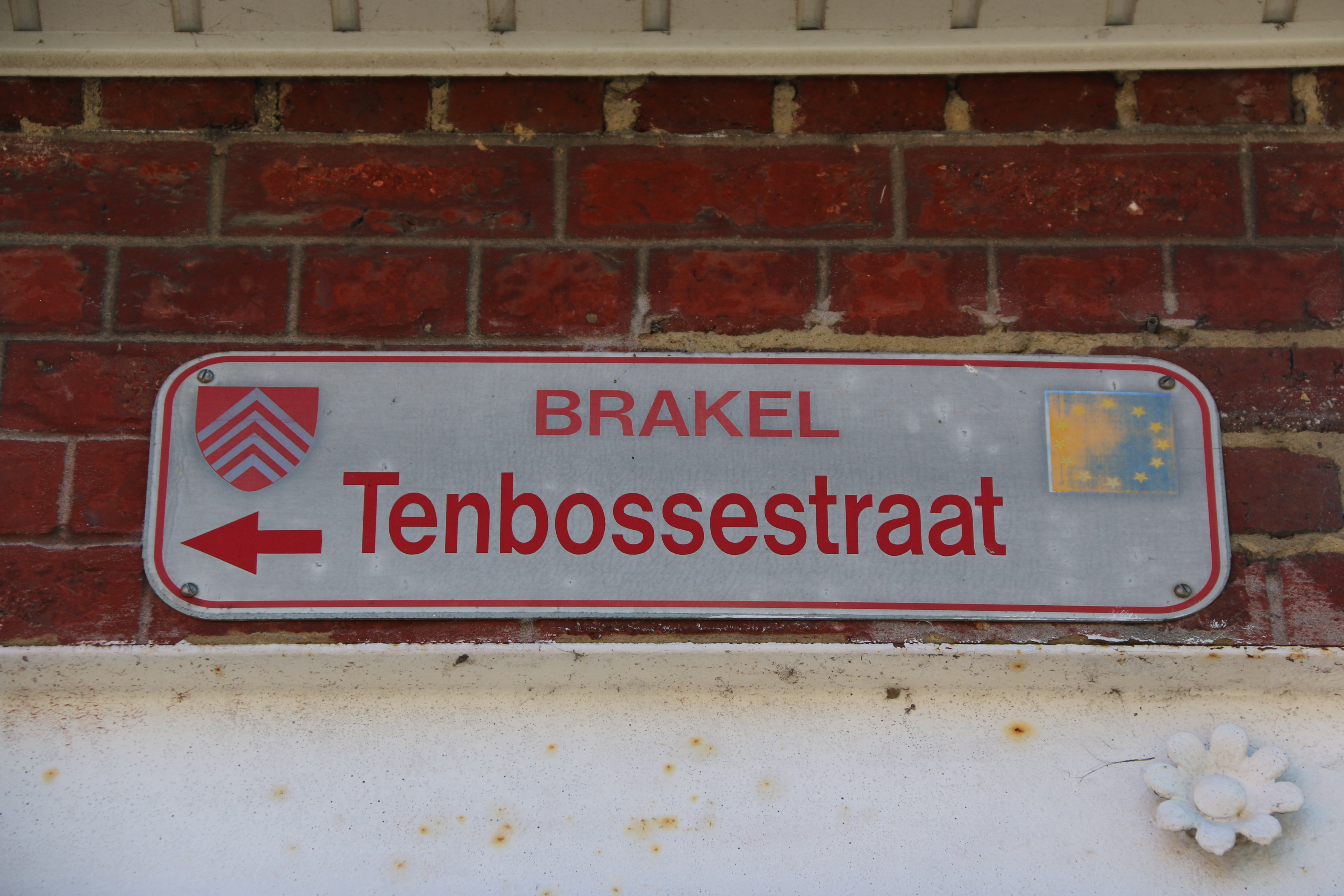

De Tenbossestraat is een straat in het Belgische dorp Nederbrakel. De straat loopt in het verlengde van de Stationsstraat in zuidoostelijke richting weg uit het dorpscentrum. De hellende straat klimt weg van de laagte van de Zwalmbeek.
De straat was vroeger een smalle voetweg met weinig bebouwing. In 1925 werd de weg verbreed, en heeft nu hoofdzakelijk rijwoningen uit de 20ste eeuw.

## Wielrennen
De straat staat als Tenbosse bekend als helling in de wielerklassieker Ronde van Vlaanderen. De Tenbossestraat wordt pas sinds 1997 erkend als helling, toen bleek dat de wedstrijd vaak hier in een definitieve plooi viel. Na de Tenbossestraat volgen traditioneel de veel bekendere Muur van Geraardsbergen en de Bosberg. In 1998 reed Johan Museeuw de tegenstand (zijn voornaamste uitdager was Peter Van Petegem) uit het wiel op Tenbosse en reed solo naar Meerbeke. Museeuw won dat jaar voor de derde en laatste keer Vlaanderens Mooiste.
De helling is in de Ronde continu gesitueerd tussen de Berendries (1997-2004, 2010, 2017-2019) of de Valkenberg (2005-2009, 2011) en de Muur-Kapelmuur (in 2002 wegens herstelwerkzaamheden aan de Muur tussen Berendries en Bosberg). In 2007 wordt ze gesitueerd tussen Valkenberg en Eikenmolen wegens werkzaamheden aan de weg via Parike naar Geraardsbergen. Deze helling Eikenmolen in de finale bevalt de organisatie en dus wordt na Tenbosse in 2008 en 2009 wederom koers gezet naar de Eikenmolen.
De helling is voor 1997 veel vaker beklommen, maar niet in het wedstrijdboek opgenomen. Tussen de helling en de Muur-Kapelmuur ligt ook de officieuze Parikeberg die door de renners tevens vaker beklommen wordt.
Na het verplaatsen van de finish van de Ronde naar Oudenaarde in 2012 wordt Tenbosse niet meer aangedaan. In 2017 keert ze terug in het parkoers, tussen Berendries en de Muur-Kapelmuur, maar in een vroeger stadium van de wedstrijd. Ook in 2018 en 2019 wordt ze opgenomen tussen Berendries en Muur-Kapelmuur. In 2020 was ze opgenomen in de editie van april 2020 die vanwege de coronapandemie werd uitgesteld naar oktober 2020. In die editie wilde de organisatie de drukte van de Muur-Kapelmuur vermijden en sneuvelde ook Tenbosse.
Vanaf 2008 tot en met 2014 is de helling tevens opgenomen in de Omloop Het Nieuwsblad. In 2014 is ze onderdeel van de 5e etappe in de Eneco Tour. Ook wordt ze opgenomen in Dwars door de Vlaamse Ardennen.
In 2024 wordt de helling opgenomen in het Belgisch kampioenschap wielrennen voor heren elite met contract.
De helling zit ook in de recreatieve fietsroutes LF Vlaanderenroute en LF Heuvelroute.